# Авурис, Федон
Фе́дон Аву́рис (греч. Φαίδων Αβούρης, англ. Phaedon Avouris; род. 16 июня 1945) — греческий и американский учёный в области химической физики, один из пионеров нанотехнологии. С 2004 года являлся членом компании IBM, руководил исследовательской группой Nanometer Scale Science and Technology в Исследовательском Центре имени Томаса Дж. Уотсона (Йорктаун, Нью-Йорк, Северо-восток США), ныне в отставке. Член НАН США (2017).

## Образование и исследовательские интересы
Получил степень бакалавра наук в Университете имени Аристотеля в Салониках (Греция) и степень доктора философии в области физической химии в Университете штата Мичиган (1974). Постдокторальные исследования проводил в Калифорнийском университете в Лос-Анджелесе, а также был научным сотрудником корпорации AT&T Bell Laboratories, после чего (в 1978 году) стал сотрудником Исследовательского Центра имени Томаса Дж. Уотсона, научно-исследовательского отдела компании IBM.
В 1984 году стал руководителем исследований в области химической физики, а в 2004 году был избран членом IBM. В настоящее время возглавляет исследования в сфере нанонауки и нанотехнологий.
Был адъюнкт-профессором в Колумбийском университете и Иллинойсском университете.
На протяжении многих лет исследования Авуриса включали такие области как лазерная спектроскопия, физика и химия поверхности, сканирующая туннельная микроскопия, манипуляция атомами и наноэлектроника. В настоящее время его исследования сосредоточены на экспериментальном и теоретическом изучении электрических, оптических и оптоэлектронных свойств углеродных нанотрубок и графена. Работа включает в себя проектирование, изготовление и исследование наноэлектронных и оптоэлектронных устройств и схем. Учёным опубликовано более 360 научных работ по этой тематике.

## Научно-исследовательская деятельность
Федон Авурис был первопроходцем в области нанонауки и нанотехнологий. Он является пионером в использовании сканирующей туннельной микроскопии и спектроскопии для изучения химии поверхности на атомном уровне. Установил связь между химической реакционной способностью и локальной электронной структурой; изучил локализацию электронов и интерференционные эффекты на поверхностях; осуществил манипуляцию ковалентно связанными атомами с атомнарной точностью. Одно из последних достижений Авуриса — важные теоретические и экспериментальные открытия в области электроники и фотоники углеродных нанотрубок (УНТ) и графена, и также он заложил фундамент будущей нанотехнологии на основе углерода.
В 1998 году команда Авуриса в IBM самостоятельно продемонстрировала самый первый молекулярный транзистор на основе одной УНТ. Впоследствии учёный оптимизировал дизайн и производительность полевых транзисторов на основе УНТ, что позволило им превзойти кремниевые устройства. После этого Авурис и его коллеги создали первые логические схемы и интегральные микросхемы на базе УНТ. Они показали, что транспорт внутри УНТ контролируется барьерами Шоттки, нашли способы внесения примесей в УНТ и проанализировали роль неупругого рассеяния фононов. Авурис и его группа впервые продемонстрировали электрически генерируемое световое излучение и фотопроводимость УНТ, а также теоретически проанализировали свойства экситонов УНТ. Учёный подробно изучил механизмы фото- и токового возбуждений этих одномерных систем и впервые открыл возможность создания единой электронной и оптоэлектронной технологии на основе одних и тех же углеродных материалов.

## Награды и почётные звания
- 1987 — Член Американского физического общества
- 1996 — Член Американской ассоциации содействия развитию науки
- 1997 — Член Американского вакуумного общества
- 1997 — Премия Медарда Уэлча[англ.] от Американского вакуумного общества
- 1997 — Член Нью-Йоркской академии наук (1999)
- 1999 — Член Всемирной технологической сети
- 1999 — Премия Фейнмана в области нанотехнологии[англ.] (экспериментальная номинация) от Foresight Institute
- 2001 — Премия выпускнику за выдающиеся успехи от Университета штата Мичиган
- 2001 — Премия за достижения в нанонауке на международной конференции ACSIN
- 2003 — Член Американской академии искусств и наук
- 2003 — Премия Ирвинга Ленгмюра[англ.] в области химической физики
- 2004 — Член Академии технологий IBM
- 2004 — Член Института физики
- 2005 — Член-корреспондент Афинской академии наук
- 2008 — Приз Юлиуса Шпрингера по прикладной физике (совместно с Тони Хайнцом)
- 2011 — Премия Дэвида Тернбулла
- 2017 — Clarivate Citation Laureate

## Избранная библиография
- Bibcode: Wolkow and Ph. Avouris (1988). «Atom-Resolved Surface Chemistry Using Scanning Tunneling Microscopy». Physical Review Letters 60 (11): 5091. PMID:
- Ph. Avouris and R. Wolkow. Atom-Resolved Surface Chemistry Studied by Scanning Tunneling Microscopy and Spectroscopy (англ.) // Physical Review B : journal. — 1989. — Vol. 39, no. 8. — P. 5091. — doi:10.1103/PhysRevB.39.5091. — Bibcode: 1989PhRvB..39.5091A.
- Y. Hasegawa and Ph. Avouris. Direct Observation of Standing Wave Formation at Surface Steps Using Scanning Tunneling Spectroscopy (англ.) // Physical Review Letters : journal. — 1993. — Vol. 71, no. 7. — P. 1071—1074. — doi:10.1103/PhysRevLett.71.1071. — Bibcode: 1993PhRvL..71.1071H. — PMID 10055441.
- Ph. Avouris and I.-W. Lyo. Observation of Quantum Size Effects at Room Temperature at Metal Surfaces with the STM (англ.) // Science : journal. — 1994. — Vol. 264, no. 5161. — P. 942—945. — doi:10.1126/science.264.5161.942. — Bibcode: 1994Sci...264..942A. — PMID 17830080.
- I.-W. Lyo and Ph. Avouris. Field-Induced Nanometer- to Atomic-Scale Manipulation of Silicon Surfaces with the STM (англ.) // Science : journal. — 1991. — Vol. 253, no. 5016. — P. 173—176. — doi:10.1126/science.253.5016.173. — Bibcode: 1991Sci...253..173L. — PMID 17779133.*Ph. Avouris. Manipulation of Matter at the Atomic and Molecular Levels (англ.) // Accounts of Chemical Research[англ.] : journal. — 1995. — Vol. 28, no. 3. — P. 95. — doi:10.1021/ar00051a002.
- Ph. Avouris. Electronics with carbon nanotubes (англ.) // Physics World : magazine. — 2007. — Vol. 20. — P. 40—45.
- Ph. Avouris, Z. Chen, V. Perebeinos. Carbon Based Electronics (англ.) // Nature Nanotechnology : journal. — 2007. — Vol. 2, no. 10. — P. 605—615. — doi:10.1038/nnano.2007.300. — Bibcode: 2007NatNa...2..605A. — PMID 18654384.
- Ph. Avouris, M. Freitag and V. Perebeinos. Carbon Nanotube Optics and Optoelectronics (англ.) // Nature Photonics : journal. — 2008. — Vol. 2, no. 6. — P. 341—350. — doi:10.1038/nphoton.2008.94. — Bibcode: 2008NaPho...2..341A.